# Seokguram
La Gruta de Seokguram és una ermita i part del complex del temple Bulguksa. S'estén quatre quilòmetres a l'est del temple a la muntanya Tohamsan (토함산: Muntanya Toham), dins del parc nacional de Gyeongju, Corea del Sud. Es considerada una obra mestra de l'art budista perquè conté un dels tresors nacionals de Corea, la estàtua de Buda, anomenada Gyeongju, i a més aquesta estàtua està rodejada per Bodhisattves, deu deixebles, vuit Guardians Divins, dos Devas i dos Vajrapanis. El nom oficial de Seokguram es Seokuram Seokul i està inscrit a la llista del Patrimoni de la Humanitat de la UNESCO des del 1995.

## Història
Una de les raons per les quals es coneix aquest temple es perquè va ser construït en el mateix moment que es va construir el temple Bulguksa. La Gruta de Seokguram i el temple Bulguksa formen un complex arquitectònic de gran importància. Aquests dos monuments històrics tenen en comú que es van establir al segle VIII, a la dinastia Silla, a la muntanya Tohamsan (토함산: Muntanya Toham).
La construcció va començar amb Kim Dae-seong (700-774) l'any 751, durant el regnat del rei Gyeong-deok (742-765) de la dinastia silla (57 a.C-935 d.C) i es va acabar vint-i-quatre anys més tard, el 774. En aquesta època el rei era Hye-gong (765-780). En el llibre de història Samgukyusa, de la dinastia Goryeo (moment històric en que el poble va unificar la Península Coreana a finals del període de Silla, del 918 al 1392), es planteja la hipòtesi següent: que Kim Dae-seong va construïr Bulguksa pels seus pares vius, i Seokguram pels pares de la seva vida passada.
Tot i així, es va plantejar una altra hipòtesi degut a l'estàtua de Buda, que es troba al centre. Aquesta estàtua mira en direcció a la tomba que hi ha sota el rei Munmu (el seu regnat va ser del 661 al 681) qui va ser el primer governat del regne de Silla Unificat. A més també mira cap a la sortida del sol en el solstici d'hivern, per tant, aquests dos motius apunten a que aquest temple es va construir per la glorificació del rei o el llinatge reial.
En quant a la construcció d'aquest edifici, cal esmentar que la ermita està formada per centenars de blocs de granit blanc de forma i dimensions diverses. Es pot destacar aquest monument històric per ser testimoni de la brillant tradició coreana de la escultura clàssica budista. En els seus murs podem admirar un noble panteó de divinitats que simbolitzen la filosofia i la estètica budistes. A més, aquestes destaquen per les seves expressions realistes i trets facials singulars. És una estructura de sublim bellesa on s'ajunten creences religioses, ciència i mestratge artesanal.

## Estructura del temple
La Gruta de Seokguram té diferents parts, en primer lloc una cambra en forma de rectangle, la qual simbolitza la terra, en segon lloc un passadís que representa el pas entre la terra i el cel, i en tercer lloc una rotonda principal amb un sostre que representa el cel budista.
Al centre d'aquesta rotonda hi ha l'estàtua principal, la qual es un Buda Sakyamuni assegut. Darrera del cap de Buda hi ha una flor de lotus.
A més, la paret de la cambra interior està formada per una disposició perfectament simètrica de lloses rectangulars d'1,6 metres d'alçada. Les figures escultòriques d'aquesta paret son: tres bodhisattves (concretamente Manjusri, Samantabhadra i Ekadasamukha), dos devas (Brahma i Sakra-devendra) i deu deixebles. La que pot ser considerada més important dels historiadors es l'estàtua d'onze caps, se la pot anomenar de diferents maneres, Gwanseeumbosal, Avalokitesvara o Bodhisattva de la Compassió, i es considerada famosa per la seva excepcional bellesa i considerada com la millor escultura feta en baix relleu a la Corea tradicional. Aquest bodhisattva d'onze caps estava associat a la misericòrdia. Un altre dels elements es que a sobre d'aquestes figures hi ha deu nínxols.
El sostre voltat de la rotonda i el corredor de la entrada es van emprar a partir d'una tècnica de construcció innovadora que va implicar l'ús de 360 carreus de pedra.

## Interior del temple
Les parets interiors de la gruta estan ornamentades amb un total de 41 figures escultòriques. La cambra rectangular té figures tallades en relleu, i cadascuna d'aquestes està sobre un panell rectangular de dos metres d'alçada, vuit de les quals son de Parivara i dos de Vajra-pani. A les parets del vestíbul hi ha quatre guardians de relleu.
A la cambra interior hi ha una estàtua de granit blanc del Buda Sakyamuni de 3,45 metres d'alçada. Està sedent amb les cames creuades sobre un gran pedestal o tró circular. Aquest es de 1,6 metres d'alçada i mira cap a l'est, oferint d'aquesta manera protecció contra la invasió a través del mar de l'Est. En concret dels pirates japoneses, que eren els que predominaven en el moment de la construcció. L'estàtua original estava pintada de vermell, però d'aquesta policromia només queden restes.
La posició del Buda Sakyamuni es la següent: amb la seva mà esquerra mira cap al mar, en dhyana mudra, que es el mudra de la concentració, i amb la seva mà dreta està en bhumisparsa mudra, que es la posició del mudra que toca la terra. Destaquen el tors i el pit de la figura, que son amplis i forts, degut a això la escultura emana força i estabilitat. La expressió es serena, omniscient, de profunda concentració i benevolència. Respecte la indumentària d'aquesta estàtua, el que portava era una túnica senzilla sobre la espatlla esquerra.

## Integritat
Cada un dels temples budistes que es van fer a l'època de la dinastia Silla tenia significats diferents: la Gruta de Seokguram simbolitzava la il·luminació de Buda i el temple Bulguksa, en canvi, representa la utopia budista que pren forma en el món terrenal. En quant a la conservació de la Gruta de Seokguram, s'ha de tenir en compte que les amenaces més importants que enfronta la Gruta de Seokguram son la humitat i la condensació, els quals provoquen el creixement de llapó, fongs i molsa.
Una altra amenaça a la estructura son els danys climàtics que poden patir les escultures de pedra. Entre 1913 i 1915 es va construir una cúpula de formigó, el qual va provocar una major acumulació e infiltració de la humitat. Al 1960 es va col·locar una segona cúpula de formigó sobre la cúpula ja existent, ja que es volia crear un espai d'aire de 1,2 m entre aquestes, i a conseqüència, es va poder controlar i ajustar el pas de l'aire, es va reduir la formació de llapó i es va aconseguir evitar danys climàtics majors. A més, es va tancar l'interior de la gruta amb una paret de vidre, per protegir-la dels visitants i els canvis de temperatura.

## Restauració
La Gruta de Seokguram fou restaurada. Els encarregats d'aquesta restauració van ser els japonesos a principis del segle xx d.C. Es pensa que la restauració no va ser completament fidel a la estructura original del temple. El que va passar es que a conseqüència de les obres, la gruta va patir una humitat que va fer malbé les escultures. Aquest problema es va resoldre, però degut a aquest incident es va descobrir una cosa, que els arquitectes originals de Silla van construir de forma intencionada la gruta sobre un rierol subterrani, d'aquesta manera s'aconseguia que la temperatura més baixa del sòl fes baixar la humitat del sostre, i així es conservaven millor les obres d'art que hi ha al ser interior. A més, també es va analitzar la cúpula, i la conclusió a la que van arribar els historiadors es que hi havia deu rebaixats construïts a la cúpula que tenien forats. Aquests forats facilitaven la ventilació, això ajudava a escapar l'aire humit de la cambra.